# Brynjulf Björnsson
Brynjulf Björnsson (850 - 922) fue un caudillo vikingo y hersir de Sogn og Fjordane, Noruega. Se le considera el primer referente del clan familiar de los Aurlandsætta. 

## Ascendencia
Hijo de Björn de Aurlandi (Bjørn Aurland Herse, c. 826) y nieto de Helgi Björnsson (n. 786) que era un hijo de Björn buna Grímsson.

## Herencia
Las crónicas le imputan dos hijos: 
- Björn Brynjulfsson (885 - 932), que es un personaje de la saga de Egil Skallagrímson,[4] que casó con Thora Hroaldsdatter (890 - 906) y fruto de esa relación nació Ásgerðr Björnsdóttir (905 - 973), la que sería esposa de Thórólf Skallagrímsson y posteriormente de su hermano Egil Skallagrímson;
- Tord Brynjulfsson (n. 895), lendmann,[5][6] uno de los ancestros de Svend II de Dinamarca.[7][8]